# تيلوريد تنغستن رباعي
 تيلوريد تنغستن رباعي (بالإنجليزية: Tungsten(IV) telluride)‏ تلوريد له الصيغة WTe2 ، ويكون على شكل بلورات رمادية. وفي أكتوبر 2014 اكتشف أنه يظهر مقاومة مغناطيسية عالية جدا: 13 مليون جزء بالمئة وبدون وجود نقطة إشباع معلومة.